# Twilight Samurai
Tasogare Seibei (Engelstalig:Twilight Samurai) is een ep van Isao Tomita. Het is muziek die hij schreef en opnam voor de film Tasogare Seibei. De ep was uitsluitend bestemd voor de Japanse markt, in Europa en Amerika is men deze pionier van de elektronische muziek dan al geheel vergeten. De muziek bestaat uit een afwisseling van orkestrale elektronische muziek en Japanse volksmuziek.

## Musici
- Isao Tomita
- Chen Min – Arhu, een soort Chinese viool
- Yokota Toshiaki – fluit
- 2 percussionisten en een gitarist, wiens namen alleen in het Japans zijn vermeld.

## Muziek
Het album vermeldde uitsluitend titels in Japanse karakters, bij omzetting naar het Engels kon men geen passende titel voor track 3 vinden.
| Nr. | Titel                               | Duur |
| --- | ----------------------------------- | ---- |
| 1.  | Seibei’s theme                      | 2:09 |
| 2.  | Tomoe playing with the children     | 2:10 |
| 3.  | Naamloos                            | 0:58 |
| 4.  | Seibei’s decision                   | 4:47 |
| 5.  | Master Samurai, the fight with Yogo | 2:24 |
| 6.  | The return of Seibei                | 3:45 |